# Сделка (фильм, 2008)
«Сделка»   (англ. The Deal) — американский сатирический комедийный фильм 2008 года режиссёра Стивена Шактера, основанный на одноимённом романе Питера Лефкорта, вышедшем в 1991 году.
Премьера состоялась на кинофестивале «Сандэнс» в 2008 году, а также на  фестивале в Сарасоте.  

## Сюжет
Борющийся с трудностями голливудский кинопродюсер Чарли Бёрнс находится на грани самоубийства, когда его племянник Лайонел, начинающий сценарист, приезжает из Нью-Джерси со сценарием о британском государственном деятеле XIX века Бенджамине Дизраэли. Чарли соглашается снять фильм, но только тогда, когда он преобразует первоначальный материал в приключенческий боевик о ближневосточном шпионаже.
Он выбирает на главную роль афроамериканца Бобби Мейсона, недавно обратившегося в иудаизм, и, после творческих препирательств с боссами студии и дерзким разработчиком проекта Дейдрой Хирн, к которой он сразу же воспылал романтическими чувствами, он приступает к производству фильма в ЮАР, который в итоге получает семь номинаций на «Золотой глобус», что возносит Чарли и Дейдру на самую вершину голливудской иерархии.

## В ролях
- Уильям Х. Мэйси — Чарли Бёрнс
- Мег Райан — Дейдра Хирн
- LL Cool J — Бобби Мейсон
- Эллиотт Гулд  — раввин Сет Гатерман
- Джейсон Риттер — Лайонел
- Фиона Глэскотт — Фиона Хикс
- Джон Карсон — Найджел Блэнд
- Дэвид Хант — Кларк